# Lethariella cladonioides
Lethariella cladonioides är en lavart som först beskrevs av William Nylander och som fick sitt nu gällande namn av Hildur Krog. 
Lethariella cladonioides ingår i släktet Lethariella och familjen Parmeliaceae. Inga underarter finns listade i Catalogue of Life.